# Henry Nathaniel Andrews
Henry Nathaniel Andrews (* 15. Juni 1910 in Melrose (Massachusetts); † 3. März 2002 in Concord (New Hampshire)) war ein US-amerikanischer Botaniker und Paläobotaniker. Sein offizielles botanisches Autorenkürzel lautet „H.N.Andrews“.
Andrews erhielt 1934 seinen Bachelor-Abschluss in Biologie am Massachusetts Institute of Technology und war als Paläobotaniker Schüler von Ray Ethan Torrey (1887–1956) und Edgar Shannon Anderson (1897–1969). 1937 erhielt er seinen Master-Abschluss an der Washington University, an der er 1939 bei Robert Everard Woodson (1904–1963) promoviert wurde. Außerdem studierte er in Cambridge bei Hugh Hamshaw Thomas (1885–1962) und am Natural History Museum in London. 1940 bis 1964 war er Professor an der Washington University in St. Louis und Paläobotaniker am Missouri Botanical Garden (ab 1947) und danach bis zur Emeritierung 1975 Professor an der University of Connecticut. Ab 1967 war er dort Vorstand der Fakultät für Botanik.
Er befasste sich besonders mit der Flora des Devon und Karbon. Er schrieb eine Geschichte der Paläobotanik.
Er war Mitglied der National Academy of Sciences (1975) und der American Association for the Advancement of Science.
1939 heiratete er Elizabeth (Lib) Claude Ham.

## Schriften
- The Fossil Hunters: In Search of Ancient Plants, Cornell University Press 1980
- mit Patricia Gensel: Plant life in the Devonian, Praeger 1984

Er schrieb den Abschnitt Farne im Traité de Paléobotanique von Edouard Léon François Boureau (1913–1999).